# RPG eletrônico de estratégia

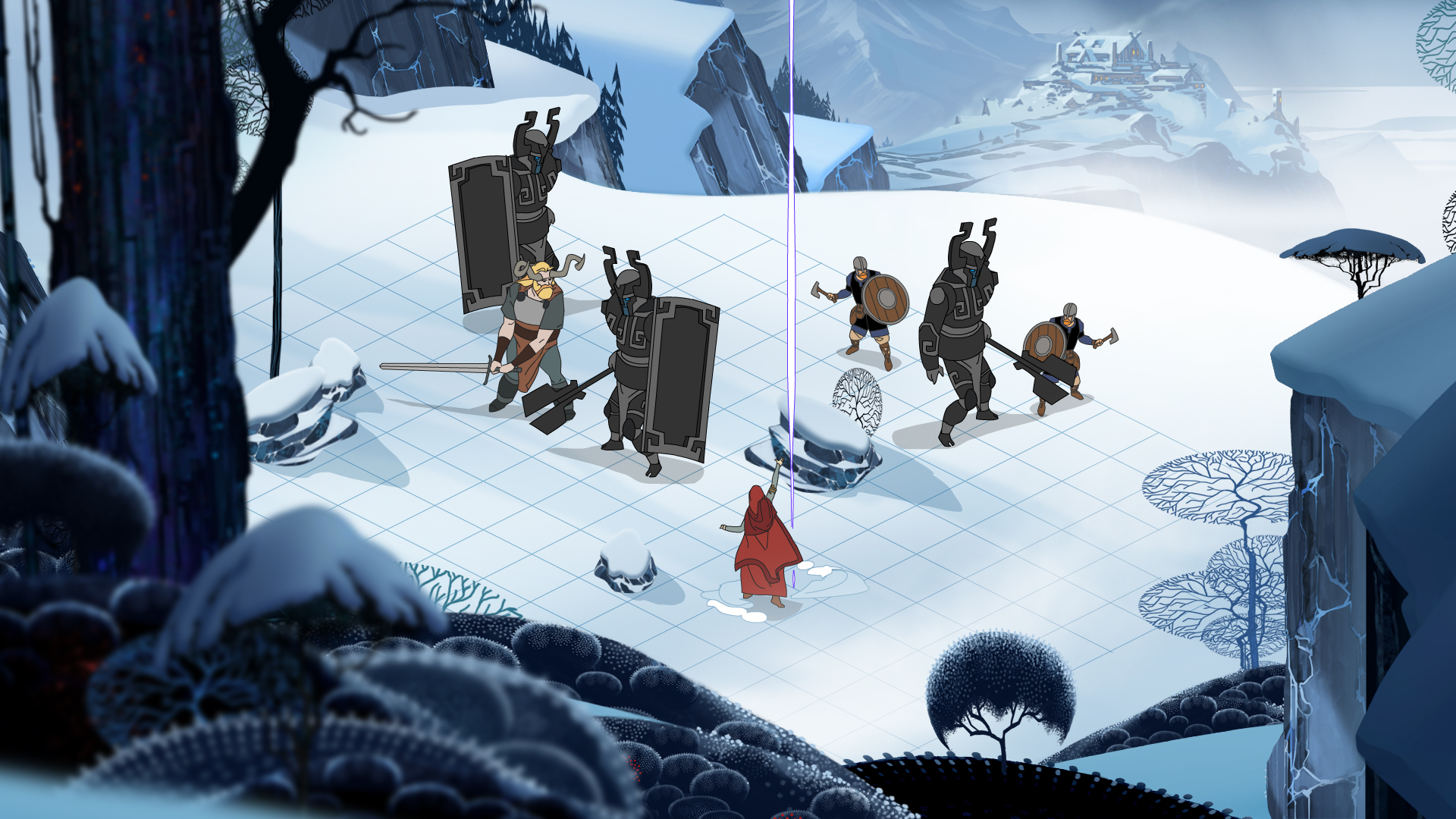
Screenshot The Banner Saga 2012

Um RPG eletrônico de estratégia ou RPG eletrônico tático, também conhecido por TRPG (Tactical role-playing game) ou SRPG (Strategy role-playing game) em inglês, é um gênero de jogos eletrônicos que incorpora os elementos tradicionais dos RPGs eletrônicos conjuntamente com uma ênfase em jogabilidade estratégica. Estratégia e tática são termos similares, mas com definições diferentes em relação a abrangência, com esta representando uma perspectiva menor e tomada durante o evento e aquela uma perspectiva maior e planejada antes do evento. Em língua portuguesa, os termos são usados indistintamente. No Japão, esses jogos são conhecidos como "RPGs de Simulação" (シミュレーションRPG, abreviados como SRPG).

## História
Os RPGs de estratégia são descendentes dos jogos de estratégia tradicionais, como xadrez, RPGs de mesa e jogos de tabuleiro de guerra.